# Żebry (gromada)
Żebry – dawna gromada, czyli najmniejsza jednostka podziału terytorialnego Polskiej Rzeczypospolitej Ludowej w latach 1954–1972.
Gromady, z gromadzkimi radami narodowymi (GRN) jako organami władzy najniższego stopnia na wsi, funkcjonowały od reformy reorganizującej administrację wiejską przeprowadzonej jesienią 1954 do momentu ich zniesienia z dniem 1 stycznia 1973, tym samym wypierając organizację gminną w latach 1954–1972.
Gromadę Żebry z siedzibą GRN w Żebrach utworzono – jako jedną z 8759 gromad – w powiecie grajewskim w woj. białostockim, na mocy uchwały nr 15/V WRN w Białymstoku z dnia 4 października 1954. W skład jednostki weszły obszary dotychczasowych gromad Żebry i Bukowo ze zniesionej gminy Wąsosz oraz Rydzewo Szlacheckie i Rydzewo Pieniążki ze zniesionej gminy Radziłów w tymże powiecie. Dla gromady ustalono 11 członków gromadzkiej rady narodowej.
31 grudnia 1959 z gromady Żebry wyłączono wieś Bukowo oraz obszar lasów państwowych N-ctwa Grajewo obejmujący oddziały 177—181 o ogólnej powierzchni 403,80 ha, włączając je do gromady Wąsosz, po czym gromadę Żebry zniesiono, włączając jej obszar do nowo utworzonej gromady Czerwonki.